# 음력 12월 10일
음력 12월 10일은 음력 12월의 10번째 날이다.

## 문화
- 2003년 - 한국철도시설공단 출범.

## 탄생
- 1622년 - 조선 인조의 3남 인평대군.
- 1952년 -
  - 대한민국의 성우 장정진.
  - 대한민국 제19대 대통령 문재인.
  - 대한민국의 정치인 김춘진.

## 같이 보기
- 음력 360일: 1월 2월 3월 4월 5월 6월 7월 8월 9월 10월 11월 12월
- 전날:12월 9일 다음날:12월 11일 - 전달:11월 10일 다음달:1월 10일
- 양력:12월 10일
- 음력, 윤달